# شین سن گومی ۵۸۱۵
سیارک ۵۸۱۵ (به انگلیسی: 5815 Shinsengumi، نامگذاری:1989AH) پنج هزار و هشتصد و پانزدهمین سیارک کشف شده‌است که در ۳ ژانویه ۱۹۸۹ کشف شد.
قدر مطلق سیارک برابر ۱۱٫۸۰ است.